# Zenkers Harlekin-Flughund
Zenkers Harlekin-Flughund (Scotonycteris zenkeri) ist ein Flughund, die im westafrikanischen Regenwaldgürtel in einem disjunkten Verbreitungsgebiet von Liberia bis in den Osten der Demokratischen Republik Kongo vorkommt. 

## Beschreibung
Zenkers Harlekin-Flughund ist eine sehr kleine Flughundart und erreicht eine Kopf-Rumpf-Länge von 6,5 bis 8,5 cm, die Flügelspannweite reicht von 33 bis 37 cm, das Gewicht liegt zwischen 16 und 24 g. Charakteristisch für die Art sind weiße Flecken auf der Nase und hinter den Augen und weißliche oder helle Lippen. Ähnliche weiße Kopfmarkierungen zeigen nur noch zwei weitere afrikanische Flughunde, der Schlangenzahnige Harlekin-Flughund (Casinycteris ophiodon) und der Goldene Kurzgaumen-Flughund (Casinycteris argynnis). Beide Arten werden größer und haben gelbliche Fingergelenke.

Das Fell von Zenkers Harlekin-Flughund ist dicht, weich und auf dem Rücken wollig. Die Haare auf der Rückenmitte haben eine Länge von 9 bis 10 mm. Das Bauchhaar ist kürzer, weniger dicht und steif. Die Tiere sind auf dem Rücken braun bis rotbraun, an den Körperseiten dunkelbraun bis graubraun und auf dem Bauch hellgrau bis weißlich. Epauletten (weiße oder gelbliche Haarbüschel an den Schultern der männlichen Tiere) fehlen. Die Flughaut ist braun bis dunkel braun-grünlich. 
| 2 | · | 1 | · | 2 | · | 1 | = 28 |
| 2 | · | 1 | · | 3 | · | 2 | = 28 |

Die Ohren von Zenkers Harlekin-Flughund sind dunkelbraun (heller an der Basis), haarlos und an der Spitze abgerundet. Der Schwanz ist so kurz, dass er äußerlich nicht sichtbar ist. Der Hirnschädel ist abgerundet, die Schnauze kurz. Die oberen Schneidezähne sind mittellang, mit Sekundärspitzen oder gesägtem inneren Rand.

## Lebensraum und Lebensweise

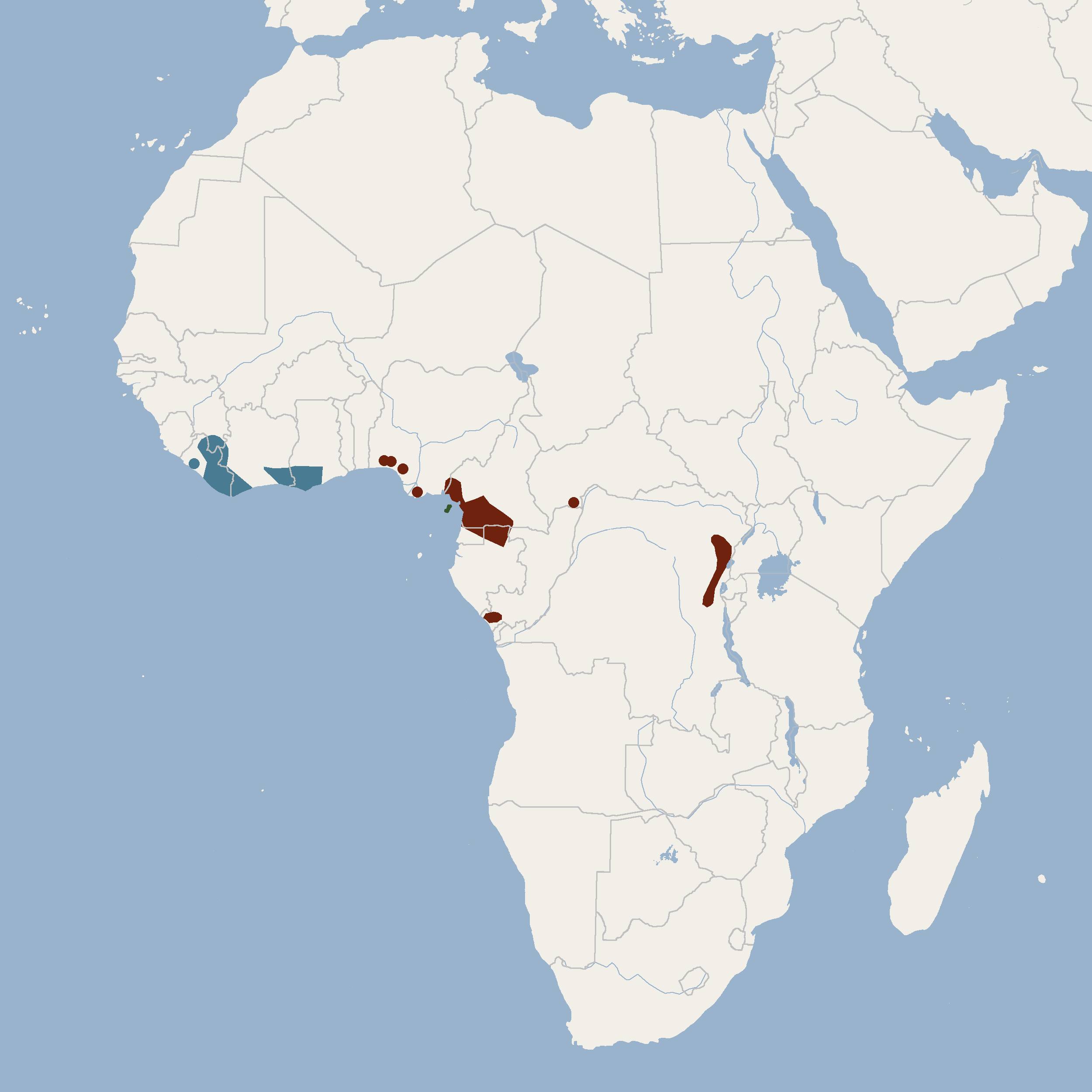
Das Verbreitungsgebiet von Zenkers Harlekin-Flughund

Zenkers Harlekin-Flughund kommt in primären und sekundären Tieflandregenwäldern, in Sumpfwäldern, Bergregenwäldern, Mangrovenwäldern und teilweise auch in Waldsavannen und in Regionen, wo sich kleine Regenwälder mosaikartig mit Savannen abwechseln, vor. Allgemein ist er selten bis sehr selten. Über die Ernährung ist bisher nicht genaueres bekannt. Die Tiere ernähren sich vor allem von Früchten. In Gefangenschaft gehaltene Exemplare fraßen auch Blüten und tranken Honigwasser. Zenkers Harlekin-Flughund ruht einzeln. Weibchen gebären meist ein einzelnes, seltener zwei Jungtiere.

## Systematik
Art und Gattung wurden 1894 durch den Zoologen Paul Matschie beschrieben. 1943 wurde mit dem Schlangenzahnigen Harlekin-Flughund eine zweite Art in die Gattung gestellt. Im Jahr 2014 wurde die Gattung monotypisch, da Alexandre Hassanin den Schlangenzahnigen Harlekin-Flughund zu Casinycteris (Kurzgaumen-Flughunde) verschob. Im Jahr 2015 veröffentlichte Hassanin die Ergebnisse einer DNA-Studie, in der mit Scotonycteris bergmansi eine neue Art beschrieben und Scotonycteris occidentalis in den Artstatus erhoben wurde.
Jakob Fahr unterschied im Jahr 2013 mit der Nominatform drei Unterarten:
- Scotonycteris zenkeri zenkeri, Osten Nigerias, Kamerun, Gabun, festländisches Äquatorial-Guinea
- Scotonycteris zenkeri bedfordi, Bioko.
- Scotonycteris zenkeri occidentalis: Liberia, Guinea, Elfenbeinküste, Ghana.